# Kangani (ort i Komorerna, Anjouan)
Kangani är en ort i Komorerna.   Den ligger i distriktet Anjouan, i den centrala delen av landet, 150 km sydost om huvudstaden Moroni. Kangani ligger 522 meter över havet och antalet invånare är 3 711. Den ligger på ön Anjouan.
Terrängen runt Kangani är kuperad åt sydost, men åt nordväst är den bergig. Havet är nära Kangani åt sydväst.  Närmaste större samhälle är Ongoujou, 4,3 km öster om Kangani. 